# Гумореска (музика)
Гумореска — музична п'єса жартівливого, гумористичного характеру або включає витримані в такому характері розділи.
Назву «гумореска» вперше застосував Р. Шуман до своєї фортепіанної п'єсі ор. 20 (1839 рік); він виходив з розуміння терміна в дусі Жана Поля Ріхтера: «Гумор як вдале поєднання мрійливості й жарту». Гумореска Шумана — розгорнута п'єса, що складається з ряду ліричних і скерцозних епізодів. Шуман створив також гуморески для фортепіанного тріо — No 2 в його «Фантастичних п'єсах» для цього складу, ор. 88, 1842 рік.

Пізніше багато композиторів XIX століття застосовували термін «гумореска» для позначення як окремої п'єси, так і серії невеликих п'єс. При цьому вони трактували гумореску інакше, ніж Шуман. Гуморески Е. Гріга (4 гуморески для фортепіано ор. 6, 1865 рік) — рід жанрових замальовок, в яких знайшли відображення самобутні риси норвезької народної музики. У гуморесках А. Дворжака (Вісім гуморесок для фортепіано ор. 101, 1894 рік) яскраво виявилося ліричне начало (особливо в найбільш відомій гуморесці № 7 Ges-dur), y М. Регер — скерцозність (П'ята гумореска ор. 20, Гумореска ор. 32 No 6 та ін.).

Відомі й гуморески для інших складів; в їх числі 5 гуморесок для чоловічого 4-голосного хору Льове (1843 рік), Гумореска для оркестру Гумпердінка (1879 рік).